# Venturia gelechiae
Venturia gelechiae är en stekelart som först beskrevs av William Harris Ashmead 1890.  Venturia gelechiae ingår i släktet Venturia och familjen brokparasitsteklar. Inga underarter finns listade i Catalogue of Life.